# Orientierungslaufbekleidung

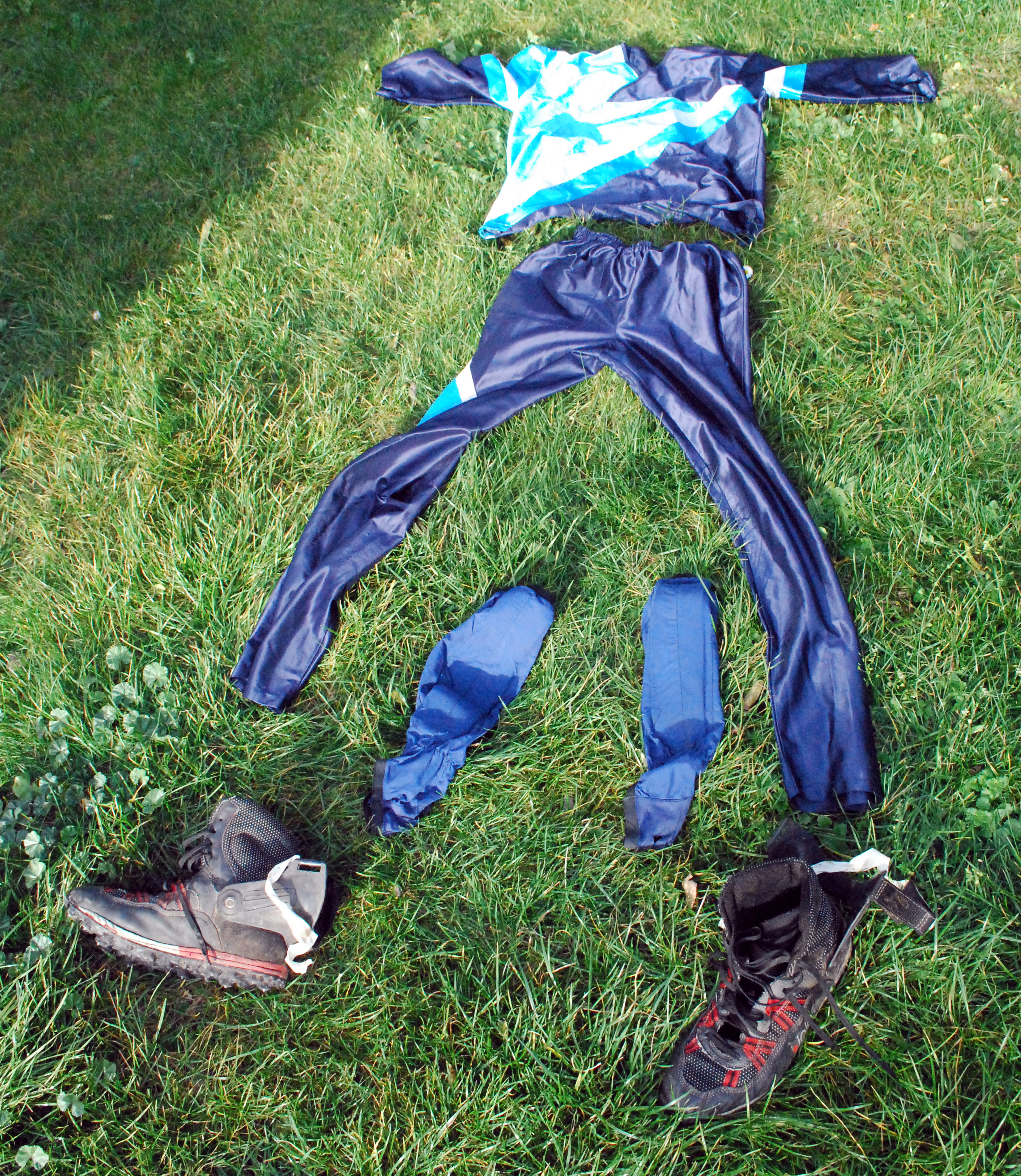
Orientierungslaufbekleidung: Anzug, Gamaschen und Orientierungslaufschuhe

Orientierungslaufbekleidung (kurz OL-Bekleidung) ist Sportbekleidung, die speziell an die Erfordernisse des Orientierungslaufs angepasst ist. Sie besteht meist aus einem OL-Anzug, Gamaschen und OL-Schuhen.
Die Bekleidung ist beim Orientierungslauf relativ nebensächlich. Dennoch werden spezielle Anzüge für diesen Sport hergestellt, die meist aus Polyamid (Nylon) oder ähnlichen Materialien gefertigt sind. Sie sollen dadurch leicht und reißfest sein und gut vor Verletzungen durch Brennnesseln, Dornen oder Äste schützen. Selbst bei hohen Temperaturen wird aus diesem Grund beim Orientierungslauf oft lange Kleidung getragen, viele für hohe Temperaturen konzipierte Orientierungslaufanzüge sind daher besonders dünn und luftdurchlässig. Bedeutsamer als die Oberbekleidung ist dabei die lange OL-Hose. Bei manchen Läufen ist es sogar Vorschrift, lange Hosen zu tragen, da es beim Tragen kurzer Hosen schon zu Fällen von Hepatitis-B-Übertragung aufgrund von Kratz- und Schürfwunden kam. So sind lange Hosen etwa bei allen Läufen in Großbritannien Pflicht. Häufig dienen an den Schienbeinen verstärkte Gamaschen als zusätzlicher Schutz.
Darüber hinaus muss ein Orientierungslaufanzug dem Läufer viel Bewegungsfreiheit bieten. Er muss wasserdurchlässig und schnelltrocknend sein und auch in nassem Zustand noch angenehm zu tragen sein Während die traditionellen OL-Anzüge aus Nylon meist eher locker geschnitten sind, werden heute häufig auch enganliegende Hosen bzw. Anzüge aus Lycra verwendet.
Zeitweise bestanden bei manchen Läufen Beschränkungen bezüglich der Farbgebung der Anzüge. Rote Anzüge waren verboten, um Verwechslungen mit den rot-weißen Kontrollposten vorzubeugen, die zu Nachteilen für die betroffenen Läufer führen hätten können. Heute sind solche Reglementierungen nicht mehr üblich. Der Internationale Orientierungslaufverband stellt in seinen Richtlinien dem Läufer die Wahl von Kleidung und Schuhwerk völlig frei bzw. überlässt entsprechende Regeln den nationalen Verbänden.

## Bilder

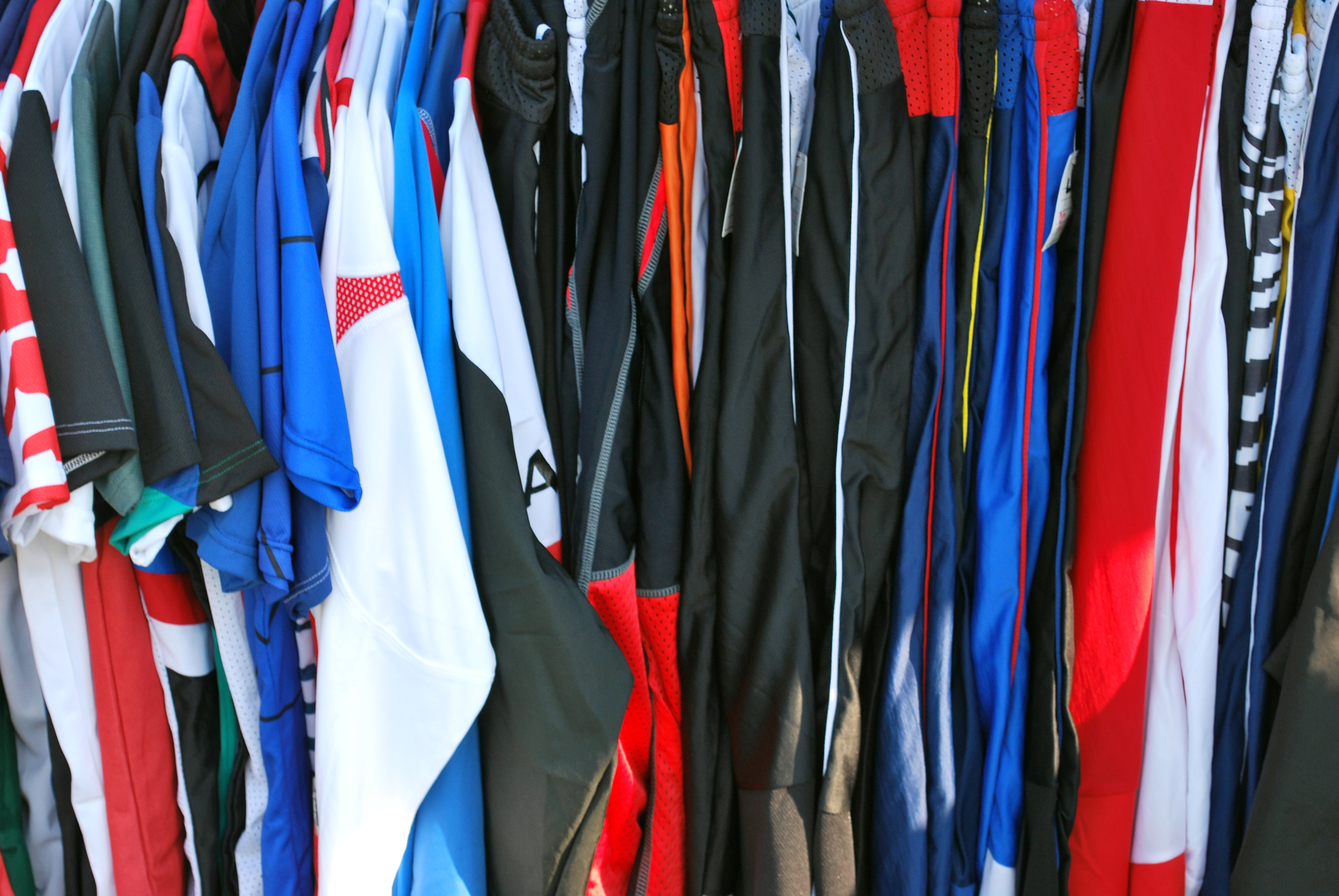
Verschiedene Orientierungslaufanzüge
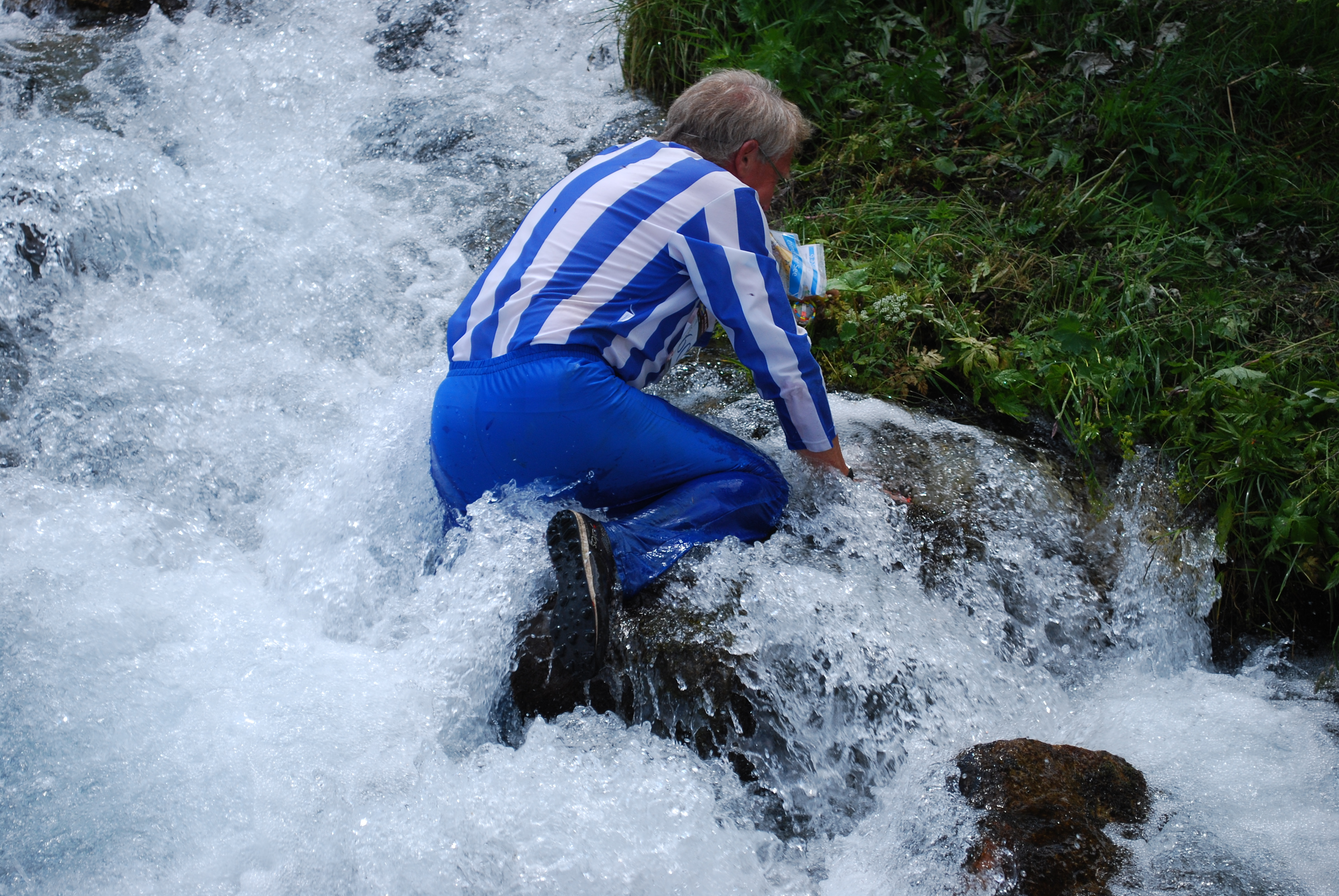
OL-Anzüge müssen wasserfest sein
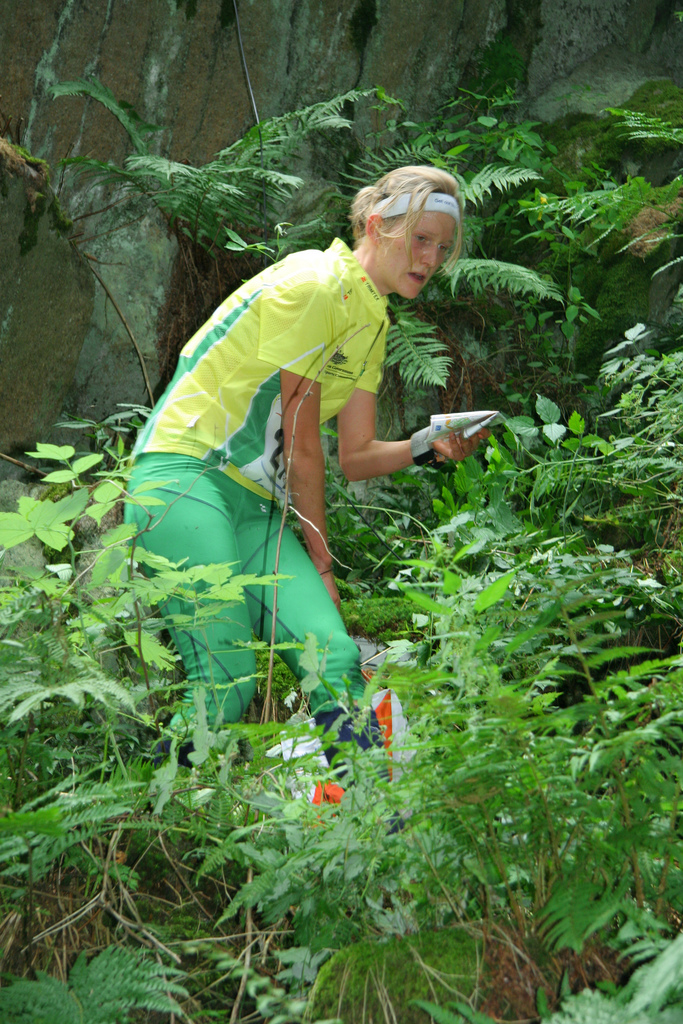
OL-Anzüge schützen gegen dichte Vegetation